# 예측자-수정자 방법
예측자-수정자 방법(predictor–corrector method)은 수치해석학에서 구하고자 하는 값의 대략적인 근사치를 예측하는 단계(예측자)와 그 뒤 다른 수단을 사용해 초기 근사치를 개선하는 단계(수정자)의 두 단계로 이루어진 알고리듬이다.

## 미분방정식과 예측자-수정자 방법
상미분방정식의 수치적 계산을 할 때 예측자-수정자 방법을 사용한다면 양해법을 예측자로, 음해법을 수정자로 이용한다.

### 예제
오일러 방법(양해법)을 예측자로, 사다리꼴 공식(음해법)을 수정자로 이용한 간단한 예측자-수정자 방법을 호인의 방법이라 하며, 대략적인 내용은 다음과 같다.
미분방정식
{\displaystyle y'=f(t,y),\quad y(t_{0})=y_{0},}
가 있고 스텝 사이즈를 {\displaystyle h}로 규정한다.
예측자 단계: 현재 값 {\displaystyle y_{i}}에서 시작해 초기값 {\displaystyle {\tilde {y}}_{i+1}}를 오일러 방법으로 구한다.
{\displaystyle {\tilde {y}}_{i+1}=y_{i}+hf(t_{i},y_{i}).}
수정자 단계: 초기 예측값을 사다리꼴 공식으로 개선한다.
{\displaystyle y_{i+1}=y_{i}+{\tfrac {1}{2}}h{\bigl (}f(t_{i},y_{i})+f(t_{i+1},{\tilde {y}}_{i+1}){\bigr )}.}
이렇게 구한 {\displaystyle y_{i+1}} 값을 다시 이용해 {\displaystyle y_{i+2}} 값을 구한다.

## 같이 보기
- 호인의 방법